# Парк Європи

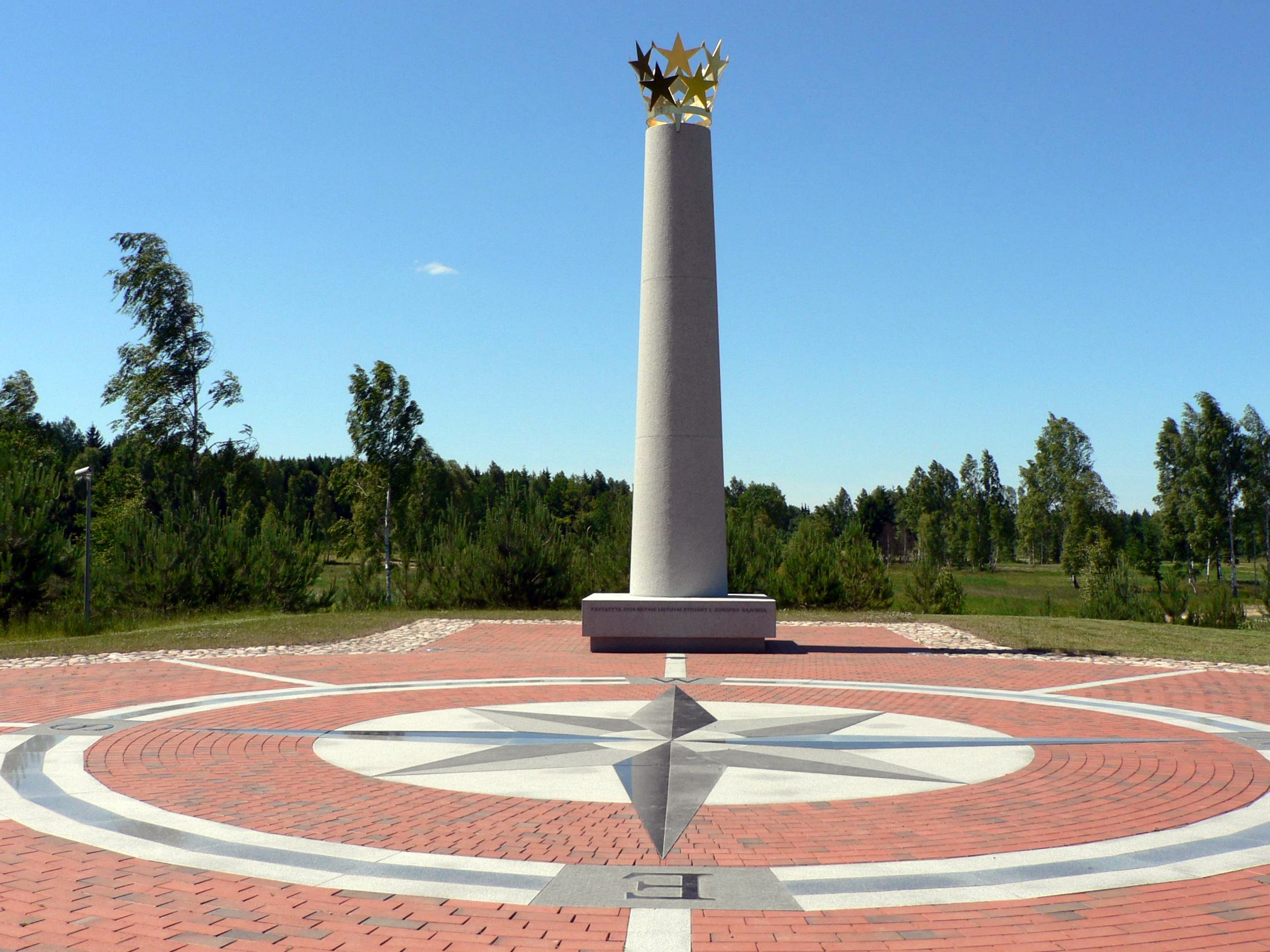
Пам'ятний знак «Центр Європи»

54°49′51″ пн. ш. 25°21′05″ сх. д. / 54.83083° пн. ш. 25.35139° сх. д.
Парк Європи (лит. Europos parkas) — музей просто неба, розташований за декілька кілометрів від географічного центру Європи біля литовського села Скірґішкес (лит. Skirgiškės) за 19 км на північ від центру Вільнюса. Музей створений скульптором Гінтарасом Каросасом (лит. Gintaras Karosas) в 1991 році і займає площу 55 га. У парку розміщено понад 100 скульптур, авторами яких є скульптори зі щонайменше 32 країн не тільки Європи, але й світу. Серед них — відомі творці сучасного мистецтва — Маґдалена Абаканович, Сол ЛеВітт, Денніс Оппенгейм та інші.

## Історія
Парк Європи був заснований 19-річним студентом Гінтарасом Каросасом. У 1987 році він знайшов неподалік Вільнюса, яке його вразило, і він розпочав його благоустрій.
Після того, як французький географічний інститут встановив, що географічний центр Європи розташований недалеко від Вільнюса, Гінтарас у 1993 році створив монумент центру Європи, відзначивши на гранітних плитках відстані від центру материка до столиць деяких країн Європи і світу. Від центру Європи до Парижа — 1705 км , Лісабона — 3129 км, а найбільша зазначена відстань — до столиці Нової Зеландії, Веллінгтона — 17310 км.
Розміщення у Парку Європи творів американського концептуального художника Денніса Оппенгейма в 1996 році привернули міжнародний інтерес до цього проекту. Каросас продовжує брати участь у розміщенні нових творів: розташування кожного пам'ятника ретельно узгоджується з елементами навколишнього ландшафту, таких як дерева, чагарники, квіти; також враховується вплив природного освітлення.
У парку Європи організовуються різноманітні культурні заходи. По території музею для зручності відвідувачів прокладена 7-кілометрова доріжка, до того ж парк можна об'їхати на велосипедах. Щорічно парк відвідує понад 60 000 відвідувачів (дані 2006 року).

## Експонати

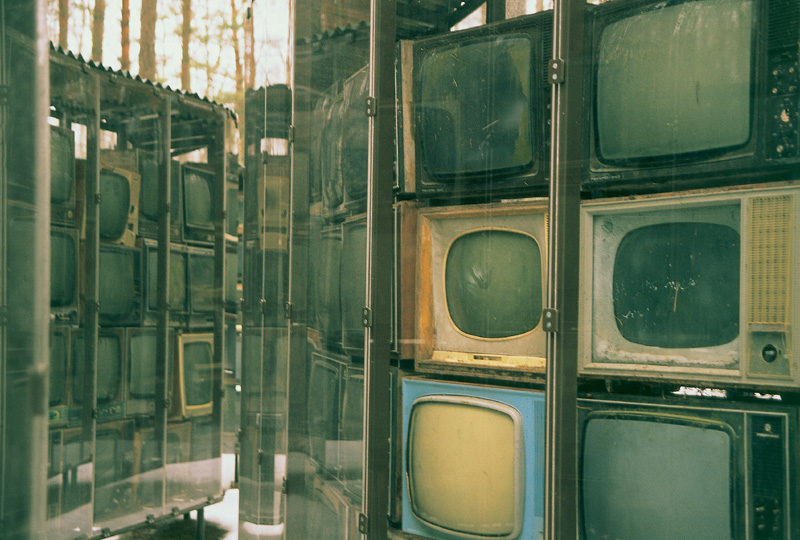
«Інфодерево ЛНК» — найбільша скульптура світу

У парку одночасно експонується понад 100 скульптур, для яких на величезній площі в 55 га підібрано відповідне природне середовище, або сама скульптура створюється для конкретного простору. Скульптури дуже різноманітні: одні прилягають до землі, інші — заввишки до десяти метрів, деякі займають ледь 1 квадратний метр, інші — розташовані на площі розміром 3135 квадратних метрів. Загальна вага експонатів приблизно 1000 тонн: саме стільки використано каменю, дерева, бетону та інших матеріалів для виробництва скульптур.
Кожна окрема скульптура в парку має свою історію, виражає певне значення, зміст або задум. Шедеври всесвітньо відомих художників дійсно вражають величезною формою, різноманітністю простору і масштабів. Один з найцікавіших експонатів виставки — «Інфодерево ЛНК». Це справжній лабіринт, побудований більш ніж з 3000 старих телевізорів. Цей вражаючий твір — найбільший у парку. Він занесений до Книги рекордів Гіннеса як найбільша у своєму роді скульптура.
Крім лабіринту з телевізорів, відвідувачі парку захоплюються будинком, що крутиться на одній точці, і найбільшим у світі кріслом, повним води. Одні щасливі, відшукавши вихід з хитромудрих лабіринтів, інші, широко усміхаючись, розгойдують камінь вагою в кілька тонн.
Не менш цікавий і створений Парком Європи інтерактивний проект «Будинок художника» — це інтернет-сайт, де відвідувачі можуть зблизька спостерігати за творчим процесом художника, його життям, за тим, як ідеї втілюються в реальність.